# Hampton, New Brunswick
Hampton är en ort i Kanada.   Den ligger i provinsen New Brunswick, i den sydöstra delen av landet, 800 km öster om huvudstaden Ottawa. Antalet invånare är 4 292.
Terrängen runt Hampton är platt åt sydväst, men åt nordost är den kuperad. Närmaste större samhälle är Quispamsis, 14,1 km sydväst om Hampton.
I omgivningarna runt Hampton växer i huvudsak blandskog. Runt Hampton är det ganska glesbefolkat, med 21 invånare per kvadratkilometer.